# Шек-Иовсепянц, Рубен Ашотович
Шек-Иовсепянц, Рубен Ашотович — признанный специалист в области конструирования приборов вычислительной автоматики.
Родился 17 марта 1930 года в Ленинграде. Житель блокадного Ленинграда. 
Окончил с отличием Ленинградский политехнический институт (ЛПИ) по специальности «Автоматические и телемеханические устройства» (1953). По окончании вуза работает в оборонной промышленности. Начальник лаборатории, заместитель главного конструктора, начальник отдела ЛКБЭ (1967—75). Главный конструктор ОКБ «Электроавтоматика» (с 1975 г.).
Кандидат технических наук (1968), доктор технических наук (1991), профессор (1997). Работает в ЛИТМО: доцент (1980–93), профессор, член-корреспондент Петровской Академии Наук.
Лауреат Государственной премии СССР (1981, за руководство разработкой БЦВМ для самолёта МиГ-29). Почетный авиастроитель (1990).
Является одним из основоположников отечественной науки и практики комплексирования авиационного бортового оборудования на основе рядов (семейств) управляющих ЦВМ.
Под его руководством и при непосредственном участии были разработаны и внедрены в производство бортовые цифровые вычислительные машины трёх поколений (применяются на летательных аппаратах конструкции А. Туполева, М. Симонова, А. Яковлева, Р. Беляева).
Автор около 100 научных трудов, получил 20 авторских свидетельств на изобретения.
Награждён орденами Ленина (1975 год, руководство разработкой БЦВМ третьего поколения Орбита-20), Октябрьской революции (1982, за руководство разработкой БЦВМ для спец. изделия), «Знак Почёта» (1969).
Почётный житель Кировского района города Санкт-Петербурга.
Умер 18 ноября 2012 года.